# Высокое (Приморский край)
Высо́кое — село в Черниговском районе Приморского края. Входит в состав Сибирцевского городского поселения.

## География
Село Высокое стоит на автотрассе «Уссури», расстояние до Сибирцево (на юг) около 6 км, до районного центра Черниговка (на север) около 14 км.
На запад от села Высокое идёт дорога к станции Халкидон и к селу Халкидон.

## Население
| 2002 | 2008 | 2010 |
| ---- | ---- | ---- |
| 260  | ↘218 | ↘149 |

## Улицы
| - пер. Дорожный, - ул. Лесная, - ул. Садовая, - ул. Строительная, - ул. Шоссейная. |

## Экономика
- Жители занимаются сельским хозяйством.